# Battle Droids
Battle Droids is een Belgische breakdance-formatie uit Antwerpen.

## Historiek
De leden van Battle Droids wonnen in november 2016 - in samenwerking met de Nederlandse formatie Fresh Allstars - onder de naam Shmetta Kids de Battle Of The Year (ook bekend als het wereldkampioenschap breakdance) in de categorie -16 jaar. In de finale versloegen ze het Wit-Russische team. Eerder wonnen ze ook het Benelux-kampioenschap.